# Campeonato de Apertura del Perú
El Campeonato de Apertura del Perú, también llamado Torneo Apertura, fue un torneo de fútbol organizado inicialmente por la Asociación No Amateur (ANA), antigua denominación de la actual Asociación Deportiva de Fútbol Profesional (ADFP). Se disputó anualmente desde 1945 hasta 1961 y luego de manera discontinuada hasta 1969. 
El torneo se disputaba de manera previa al Campeonato de Primera División. Existe una controversia sobre la oficialidad de este campeonato, algunos afirman que al ser organizado por la institución oficial, realizarse de forma anual y continua además de participar por clasificación los cuatro mejores equipos del campeonato de Primera División del año pasado, se considera un torneo oficial; mientras que otros mencionan que el campeonato no se considera ni oficial, ni amistoso ya que estaba más cercano a un formato de exhibición que a una competencia real por puntaje, en tanto no se disputaba con todos los equipos conformantes de la primera división, ni se ceñía de manera estricta a la reglas de la FIFA (se permitían más cambios de los reglamentarios y hasta el reingreso de jugadores) como sí lo hacía el torneo oficial.

## Historia
En la mayoría de ediciones, el torneo se desarrolló en cuadrangulares donde participaban los cuatro equipos mejor colocados en la tabla de posiciones final de cada Campeonato Nacional de Primera División del año anterior. 
Las bases del torneo aceptaban la realización de cambios y de hasta reingresos durante los partidos, lo cual lleva a considerar que estos partidos estaban más cercanos a un formato de exhibición que a una competencia real, en tanto no se sujetaban a las reglas de la FIFA que sí aplicaban para el torneo oficial. Sin embargo, se puede contraargumentar que el Campeonato de Apertura se disputaba regularmente desde mediados de los años 1940, y se prolongó así por muchos años más. Además, era organizado por la entidad oficial, la Asociación No Amateur (ANA). Finalmente, el periodismo de la época hablaba de la oficialidad de este campeonato: "Esta tarde se inicia en el Estadio Nacional la Temporada Oficial de Fútbol", escribía, por ejemplo, el diario La Prensa antes del inicio del Apertura 1949. En este torneo, que registra 13 clásicos, se dio la goleada de Alianza Lima por 9-1 a su rival Universitario de Deportes en 1949 en el Estadio Nacional de Lima, siendo la mayor goleada en los clásicos.
Dejó de realizarse de manera continua en los años 1960. Su última edición se llevó a cabo en 1969, torneo realizado para facilitar la formación de la selección peruana de fútbol para las clasificatorias a México 1970.

## Historial

### Campeones por año
| Año  | Campeón                                       | Subcampeón                | Goleador (es)                                                   | Goles |
| ---- | --------------------------------------------- | ------------------------- | --------------------------------------------------------------- | ----- |
| 1945 | Universitario de Deportes                     | Sucre FBC                 | Eduardo Fernández (Universitario)                               | 4     |
| 1946 | Deportivo Municipal Universitario de Deportes | No hubo                   | Eduardo Fernández (Universitario)                               | 11    |
| 1947 | Alianza Lima                                  | Universitario de Deportes | Óscar Herrera (Alianza Lima) Augusto Alvarado (Sporting Tabaco) | 7     |
| 1948 | Atlético Chalaco                              | Deportivo Municipal       | Juan Lecca (Atlético Chalaco)                                   | 3     |
| 1949 | Alianza Lima                                  | Sporting Tabaco           | Emilio Salinas (Alianza Lima)                                   | 6     |
| 1950 | Alianza Lima                                  | Deportivo Municipal       | Víctor Pedraza (Alianza Lima) Alberto Terry (Universitario)     | 8     |
| 1951 | Deportivo Municipal                           | Sporting Tabaco           | Manuel Rivera (Deportivo Municipal)                             | 5     |
| 1952 | Mariscal Sucre Sport Boys                     | No hubo                   | Waldino Aguirre (Mariscal Sucre)                                | 3     |
| 1953 | Atlético Chalaco                              | Centro Iqueño             | Sin datos                                                       | 7     |
| 1954 | Sporting Tabaco                               | Alianza Lima              | Sin datos                                                       | ?     |
| 1955 | Alianza Lima                                  | Universitario de Deportes | Sin datos                                                       | ?     |
| 1956 | Alianza Lima                                  | Universitario de Deportes | Ernesto Morales (Centro Iqueño)                                 | 6     |
| 1957 | Deportivo Municipal                           | Sporting Cristal          | Rolando Rodrich (Universitario)                                 | 4     |
| 1958 | Centro Iqueño                                 | Atlético Chalaco          | Sin datos                                                       | ?     |
| 1959 | Sport Boys                                    | Alianza Lima              | Alonso Urdániga (Sport Boys)                                    | 7     |
| 1960 | Sport Boys                                    | Centro Iqueño             | Óscar Míguez (Sporting Cristal)                                 | 8     |
| 1961 | Sporting Cristal                              | Universitario de Deportes | Sin datos                                                       | ?     |
| 1963 | Alianza Lima                                  | Sporting Cristal          | Sin datos                                                       | ?     |
| 1969 | Universitario de Deportes                     | Alianza Lima              | Jaime Mosquera (Deportivo Municipal)                            | 12    |

Nota: En 1946 y 1952 no se llegó a desempatar el primer lugar.

## Palmarés

### Títulos por club
| Equipo                    | Títulos | Subtítulos | Años Campeón                       | Años Subcampeón        |
| ------------------------- | ------- | ---------- | ---------------------------------- | ---------------------- |
| Alianza Lima              | 6       | 3          | 1947, 1949, 1950, 1955, 1956, 1963 | 1954, 1959, 1969       |
| Universitario de Deportes | 3       | 4          | 1945, 1946, 1969                   | 1947, 1955, 1956, 1961 |
| Deportivo Municipal       | 3       | 2          | 1946, 1951, 1957                   | 1948, 1950             |
| Sport Boys                | 3       | 1          | 1952, 1959, 1960                   |                        |
| Atlético Chalaco          | 2       | 1          | 1948, 1953                         | 1958                   |
| Centro Iqueño             | 1       | 2          | 1958                               | 1953, 1960             |
| Sporting Tabaco           | 1       | 2          | 1954                               | 1949, 1951             |
| Sporting Cristal          | 1       | 2          | 1961                               | 1957, 1963             |
| Mariscal Sucre            | 1       | 1          | 1952                               | 1945                   |

### Títulos por departamento
| Departamento | Títulos | Subtítulos | Clubes campeones |
| ------------ | ------- | ---------- | --- |
| Lima         | 16      | 16         | Alianza Lima (6), Universitario (3), Deportivo Municipal (3); Centro Iqueño (1), Sporting Tabaco (1), Mariscal Sucre (1), Sporting Cristal (1) |
| Callao       | 5       | 1          | Sport Boys (3), Atlético Chalaco (2) |